# پوسترهولت
پوسترهولت (به هلندی: Posterholt) یک منطقهٔ مسکونی در هلند است که در Roerdalen واقع شده‌است. پوسترهولت ۴٬۴۲۰ نفر جمعیت دارد.